# Araniella proxima
Araniella proxima es una especie de araña tejedora de orbe del género Araniella, de la familia Araneidae, orden Araneae. Fue descrita por Kulczyński en 1885.
Se distribuye por América del Norte, Europa, Rusia (Europa hasta el Lejano Oriente), Turquía y Kazajistán. Fue publicada en Pająki zebrane na Kamczatce przez Dra B. Dybowskiego. Araneae in Camtschadalia a Dre B. Dybowski collectae. Pamiętnik Akademii Umiejętności W Krakowie, Wydział Matematyczno-Przyrodniczy 11(4): 1-60, Pl. 9-, 1.